# Johann Friedrich Hiller
Johann Friedrich Hiller (* 21. März 1718 in Öhringen; † 24. Juli 1790 in Wittenberg) war ein deutscher Pädagoge, Rhetoriker und Philosoph.

## Leben
Geboren als Sohn des Kammerrats und Amtmannes Johann Wolfgang Hiller, studierte seit dem 13. Juni 1735 an der Universität Wittenberg und erwarb hier am 17. Oktober 1740 den höchsten philosophischen Grad eines Magisters. Er hielt sich in der Aussicht auf ein akademisches Lehramt mit Privatvorlesungen finanziell über Wasser und fand am 18. Oktober 1743 als Adjunkt Aufnahme in die philosophische Fakultät. Hiller hatte versucht an der sächsischen Universität eine Professur zu erlangen, konnte aber aufgrund privater Schulden nicht das Vertrauen Oberkonsistoriums in Dresden gewinnen.
Stattdessen wurde er auf Empfehlung von Johann Wilhelm von Berger Konrektor an der Wittenberger Stadtschule. Er bewarb sich noch im selben Jahr um die vakant gewordene Stelle des Rektors, wozu er am 20. Oktober 1744 gewählt und am 7. Januar 1745 eingeführt wurde. Hiller besaß eine ausgesuchte Bibliothek. Mit einem breiten philosophischen und philologisches Wissen bemühte er sich, das Niveau der Schule zu heben. So waren während seiner Zeit die späteren Professoren Ernst Gottfried Christian Schröder sowie Christian Gottlieb Hommel seine Schüler.
In Würdigung seiner Rektorentätigkeit erhielt Hiller am 13. Januar 1749 eine außerordentliche Professur der Altertumswissenschaften, wurde am 17. August 1750 Professor für Natur- und Völkerrecht und hielt erfolgreich Vorlesungen über das gesamte Spektrum der Philosophie. Obwohl er keine besondere Neigung zur Poesie hatte, legte er sein Schulamt am 26. Dezember 1756 nieder, um eine ordentliche Professur der Poetik zu übernehmen. Auf Anregung des Vizepräsidenten am sächsischen Oberkonsistorium in Dresden arbeitete Hiller 1766 den Entwurf zur Gründung eines Seminars für zukünftige Lehrer aus. 
Diese Einrichtung nahm noch im selben Jahr ihren Betrieb auf und Hiller hat ihr bis zu seinem Tode als Direktor vorgestanden. Nach dem Tod von  Christian Crusius wechselte Hiller 1767 auf die Professur der Rhetorik und wurde zu einem führenden Vertreter der Wittenberger philosophischen Fakultät. Mehrfach verwaltete er das Dekanat der Fakultät und führte im Sommersemester 1770 das Rektorat der Universität.

## Werkauswahl
1. Diss. de sincretismo Juliaui Imp. Wittenberg 1739
2. Diss. de campo veritatis Platonico. Wittenberg 1741
3. Diss. de Saxonibus Christo subiectis. Wittenberg 1741
4. Diss. de optima ratione latinitatis discendae ex ipsis scriptoribus latiris. Wittenberg 1741
5. Diss. de antiquitate principii indiscernibilium atque utilitate; in theologia maxime naturali. Wittenberg 1748
6. Diss. de obligatione ad martyrium. Wittenberg 1748
7. Diss. (Resp. A. L. Schloezero) de vita, dei. Wittenberg 1748
8. Progr. de commodis   elegantiorum litterarum ia iura naturae, exemplo Grotii. Wittenberg
9. Curriculum philosophiae
Pars. I, Logicam complexa. Viteb. et Zerv. Wittenberg 1760
Pars. II, Ontologiam complexa. Wittenberg 1761
Pars. III, Cosmologiam complexa et Psychologiam empiricam. Wittenberg 1768
10. Diss. de papilione ferali. Wittenberg 1761
11. Diss. de cautionibus quibusdam in allegoriis explicandis. Wittenberg 1770
12. Orationes duae de Vítemberga, urbe fatali. Wittenberg 1761
13. Diss. de concordia rationis cum fide in abnegatione sui ipsis testibus poëtis. Wittenberg 1763
14. Progr. utilitas poëtarum; praestantior in philosophia, quam historis. Wittenberg 1766
15. Pr. II de immortalitate nominis et benesicentia, Vitemberga castae doctrinae retinente. Wittenberg 1767, 1772
16. Pr. de benignitate, virtute populari. Wittenberg 1767
17. Pr. de via compendiaría discendae linguae Latinae Specimina IV. Wittenberg 1768–1771
18. Pr. de ortbodoxia studiosissime retinenda. Wittenberg 1768
19. Pr. de fastigio virtutis. Wittenberg 1768
20. Pr. Orthodoxiae commendatio a Platone. Wittenberg 1769
21. Pr. de liberalitate veterum Christianorum. Wittenberg 1769
22. Pr. de benignitate Dei imitatrice. Wittenberg 1769
23. Oratio in templi academici dedicatione. Wittenberg 1770
24. Pr. de studiis litterarum cum hoc templo restituendis. Wittenberg 1770
25. Or. de modo studia litterarum restituendi. Wittenberg 1770
26. Pr. quo pacto subveniendum pecuniae magis magisque deminutae, atque unde haec penuria. Wittenberg 1771
27. Pr. de crimine Titi unico eoque poenitendo Spec. I et II. Wittenberg 1771
28. Diss, de simulatione rhetorica. Wittenberg 1771
29. Progr. X.  Orthodoxa de fine mundi sententia. Wittenberg 1722
30. Progr. XVIII de iusto Melanchthonis et Lutheri pretio, cum primis in opere emendationis sacrorum. Wittenberg 1772–1788
31. Progr. de proverbio, pricis credendum. Wittenberg 1775
32. Progr. XXXI Racemationes ia Tacito Wittenberg 1778–1790
33. Progr. de dotibus animi communibus. Wittenberg 1778
34. Memoria Schmidii, Prof. Wittenberg 1778
35. Progr. Plinius Secundus, exemplum sapientis libaralitatis. Wittenberg 1779
36. Cociones Suetonio restituti. Wittenberg 1780
37. Ad iusta Funebria Principi Regiae Glorios. Memoriae Matri Patris Patriae, Mariae Antoniae, in templo Acad. solemniter ac rite persolvenda. Wittenberg 1780
38. Elogium Trilleri – Chladenii - Laungguth. Wittenberg 1782